# Марко П'яца
Ма́рко П'я́ца (хорв. Marko Pjaca, нар. 6 травня 1995, Загреб) — хорватський футболіст, лівий вінгер «Динамо» (Загреб) і збірної Хорватії.

## Клубна кар'єра
Народився 6 травня 1995 року в Загребі. Вихованець юнацьких команд футбольних клубів ЗЕТ та «Локомотива».
У дорослому футболі дебютував 2011 року виступами за команду клубу «Локомотива», в якій провів три сезони, взявши участь у 49 матчах чемпіонату. Причому в останньому з цих сезонів 18-річний на той час гравець став стабільним гравцем основного складу «Локомотиви».
До складу «Динамо» (Загреб) приєднався 2014 року. У першому ж сезоні в новій команді став співавтором «золотого дубля», допомігши «динамівцям» здобути перемоги в національній першості і національному кубку. Допоміг команді повторити це досягнення й у наступному сезоні 2015/16.
Влітку молодого півзахисника придбав італійський «Ювентус», який уклав з ним п'ятирічний контракт. 23 мільйони євро, сплачені туринцями, зробили цей трансфер рекордним не лише для загребського «Динамо», але й загалом для найвищого хорватського дивізіону. Проте розкритися у «Ювентусі» П'яці не вдалося. Провівши декілька ігор за італійську команду, гравець отримав тріщину малої гомілкової кістки у грі за збірну, через що пропустив три місяці. Невдовзі після відновлення від цієї травми зазнав нового ушкодження — пошкодив хрестовидні зв'язки коліна. Відновлення від цієї травми тривало понад півроку.
У січні 2018 року італійський фахівець Доменіко Тедеско запросив П'яцу до очолюваного ним німецького «Шальке 04» на умовах оренди до кінця сезону. У Німеччині гравець за півроку провів дев'ять матчів в усіх турнірах, відзначившись двома голами.
Згодом протягом сезону 2018/19 також на орендних умовах грав за «Фіорентину», а протягом першої половини 2020 року — в Бельгії за «Андерлехт».
18 вересня 2020 року був орендований клубом «Дженоа». Протягом сезону 2020/21 був основним гравцем команди, взявши участь у 38 матчах усіх турнірів. Влітку 2021 року був знову орендований, цього разу клубом «Торіно», а за рік також на орендних умовах перебрався до «Емполі», де протягом року був гравцем ротації.
1 вересня 2023 року повернувся на батьківщину, уклавши трирічний контракт з «Рієкою».

## Виступи за збірні
2011 року дебютував у складі юнацької збірної Хорватії, взяв участь у 13 іграх на юнацькому рівні, відзначившись одним забитим голом.
З 2013 року залучається до складу молодіжної збірної Хорватії. На молодіжному рівні зіграв у 7 офіційних матчах.
4 вересня 2014 року у віці 19 років дебютував в офіційних матчах у складі національної збірної Хорватії, вийшовши на заміну наприкінці товариської гри проти збірної Кіпру. Швидко прогресуючи, став регулярно викликатися до лав національної команди. У 21 рік став учасником Євро-2016, де взяв участь у трьох іграх.
Подальшій кар'єрі у збірній заважали травми, проте, відновившись від чергової з них, влітку 2018 року П'яца став учасником тогорічного чемпіонату світу.

## Статистика виступів

### Статистика клубних виступів
Станом на 30 червня 2023 року
| Сезон                       | Команда                     | Чемпіонат                   | Чемпіонат | Чемпіонат | Національний кубок | Національний кубок | Національний кубок | Континентальні кубки | Континентальні кубки | Континентальні кубки | Інші змагання | Інші змагання | Інші змагання | Усього | Усього | Усього |
| Сезон                       | Команда                     | Ліга                        | Ігор      | Голів     | Ліга               | Ігор               | Голів              | Ліга                 | Ігор                 | Голів                | Ліга          | Ігор          | Голів         | Ігор   | Голів  |        |
| --------------------------- | --------------------------- | --------------------------- | --------- | --------- | ------------------ | ------------------ | ------------------ | -------------------- | -------------------- | -------------------- | ------------- | ------------- | ------------- | ------ | ------ | ------ |
| 2011–12                     | «Локомотива»                | 1 ХФЛ                       | 1         | 0         | КХ                 | 0                  | 0                  | -                    | -                    | -                    | -             | -             | -             | 1      | 0      |        |
| 2012–13                     | «Локомотива»                | 1 ХФЛ                       | 17        | 2         | КХ                 | 6                  | 2                  | -                    | -                    | -                    | -             | -             | -             | 23     | 4      |        |
| 2013–14                     | «Локомотива»                | 1 ХФЛ                       | 31        | 7         | КХ                 | 0                  | 0                  | ЛЄ                   | 2                    | 0                    | -             | -             | -             | 33     | 7      |        |
| Усього за «Локомотиву»      | Усього за «Локомотиву»      | Усього за «Локомотиву»      | 49        | 9         |                    | 6                  | 2                  |                      | 2                    | 0                    |               | -             | -             | 67     | 11     |        |
| 2014–15                     | «Динамо» (Загреб)           | 1 ХФЛ                       | 32        | 11        | КХ                 | 7                  | 0                  | ЛЧ+ЛЄ                | 4+4                  | 0+3                  | СКХ           | 1             | 0             | 48     | 14     |        |
| 2015–16                     | «Динамо» (Загреб)           | 1 ХФЛ                       | 28        | 8         | КЧ                 | 2                  | 1                  | ЛЧ                   | 12                   | 3                    | -             | -             | -             | 42     | 12     |        |
| серп. 2016                  | «Динамо» (Загреб)           | 1 ХФЛ                       | 1         | 0         | КЧ                 | -                  | -                  | ЛЧ                   | 1                    | 2                    | -             | -             | -             | 2      | 2      |        |
| Усього за «Динамо» (Загреб) | Усього за «Динамо» (Загреб) | Усього за «Динамо» (Загреб) | 61        | 19        |                    | 9                  | 1                  |                      | 21                   | 8                    |               | 1             | 0             | 92     | 28     |        |
| серп. 2016–17               | «Ювентус»                   | A                           | 14        | 0         | КІ                 | 2                  | 0                  | ЛЧ                   | 4                    | 1                    | СІ            | 0             | 0             | 20     | 1      |        |
| 2017-січ. 2018              | «Ювентус»                   | A                           | 0         | 0         | КІ                 | 0                  | 0                  | ЛЧ                   | 0                    | 0                    | СІ            | 0             | 0             | 0      | 0      |        |
| Усього за «Ювентус»         | Усього за «Ювентус»         | Усього за «Ювентус»         | 14        | 0         |                    | 2                  | 0                  |                      | 4                    | 1                    |               | 0             | 0             | 20     | 1      |        |
| січ.-черв. 2018             | «Шальке 04»                 | БЛ                          | 7         | 2         | КН                 | 2                  | 0                  | -                    | -                    | -                    | -             | -             | -             | 9      | 2      |        |
| 2018–19                     | «Фіорентина»                | A                           | 19        | 1         | КІ                 | 0                  | 0                  | -                    | -                    | -                    | -             | -             | -             | 19     | 1      |        |
| 2019-січ. 2020              | «Ювентус»                   | A                           | 0         | 0         | КІ                 | 1                  | 0                  | ЛЧ                   | -                    | -                    | СІ            | 0             | 0             | 1      | 0      |        |
| Усього за «Ювентус»         | Усього за «Ювентус»         | Усього за «Ювентус»         | 14        | 0         |                    | 3                  | 0                  |                      | 4                    | 1                    |               | 0             | 0             | 21     | 1      |        |
| січ.-серп. 2020             | «Андерлехт»                 | Л1                          | 3         | 1         | КБ                 | 0                  | 0                  | -                    | -                    | -                    | -             | -             | -             | 3      | 1      |        |
| 2020–21                     | «Дженоа»                    | A                           | 35        | 3         | КІ                 | 3                  | 0                  | -                    | -                    | -                    | -             | -             | -             | 38     | 3      |        |
| 2021–22                     | «Торіно»                    | A                           | 24        | 3         | КІ                 | 2                  | 0                  | -                    | -                    | -                    | -             | -             | -             | 26     | 3      |        |
| 2022–23                     | «Емполі»                    | A                           | 17        | 0         | КІ                 | -                  | -                  | -                    | -                    | -                    | -             | -             | -             | 17     | 0      |        |
| 2023–24                     | «Рієка»                     | ХФЛ                         | -         | -         | КХ                 | -                  | -                  | ЛК                   | -                    | -                    | -             | -             | -             | -      | -      |        |
| Усього за кар'єру           | Усього за кар'єру           | Усього за кар'єру           | 229       | 38        |                    | 25                 | 3                  |                      | 27                   | 9                    |               | 1             | 0             | 282    | 50     |        |

### Статистика виступів за збірну
| Дата       | Місто               | Господарі   | Результат  | Гості              | Турнір                               | Голи | Примітки |
| ---------- | ------------------- | ----------- | ---------- | ------------------ | ------------------------------------ | ---- | -------- |
| 04-09-2014 | Пула                | Хорватія    | 2 – 0      | Кіпр               | товариський матч                     | -    | 78'      |
| 07-06-2015 | Загреб              | Хорватія    | 4 – 0      | Гібралтар          | товариський матч                     | -    | 57'      |
| 03-09-2015 | Баку                | Азербайджан | 0 – 0      | Хорватія           | Відбір до ЧЄ 2016                    | -    |          |
| 06-09-2015 | Осло                | Норвегія    | 2 – 0      | Хорватія           | Відбір до ЧЄ 2016                    | -    | 63'      |
| 10-10-2015 | Софія               | Болгарія    | 0 – 1      | Хорватія           | Відбір до ЧЄ 2016                    | -    | 60'      |
| 13-10-2015 | Та-Калі             | Мальта      | 0 – 1      | Хорватія           | Відбір до ЧЄ 2016                    | -    | 83'      |
| 27-5-2016  | Копривниця          | Хорватія    | 1 – 0      | Молдова            | товариський матч                     | -    | 46'      |
| 4-6-2016   | Рієка               | Хорватія    | 10 – 0     | Сан-Марино         | товариський матч                     | 1    | 75'      |
| 12-6-2016  | Париж               | Туреччина   | 0 – 1      | Хорватія           | ЧЄ 2016 - 1-й етап                   | -    | 90+3'    |
| 21-6-2016  | Бордо               | Хорватія    | 2 – 1      | Іспанія            | ЧЄ 2016 - 1-й етап                   | -    | 90+2'    |
| 25-6-2016  | Ланс                | Хорватія    | 0 – 1 д.ч. | Португалія         | ЧЄ 2016 - 1/8 фіналу                 | -    | 110'     |
| 5-9-2016   | Загреб              | Хорватія    | 1 – 1      | Туреччина          | Відбір до ЧС 2018                    | -    | 80'      |
| 28-3-2017  | Таллінн             | Естонія     | 3 – 0      | Хорватія           | товариський матч                     | -    | 66'      |
| 24-3-2018  | Маямі               | Перу        | 2 – 0      | Хорватія           | товариський матч                     | -    | 71'      |
| 28-3-2018  | Арлінгтон           | Мексика     | 0 – 1      | Хорватія           | товариський матч                     | -    | 60'      |
| 3-6-2018   | Ліверпуль           | Бразилія    | 2 – 0      | Хорватія           | товариський матч                     | -    | 64'      |
| 16-6-2018  | Калінінград         | Хорватія    | 2 – 0      | Нігерія            | ЧС 2018 - 1-й етап                   | -    | 86'      |
| 26-6-2018  | Ростов-на-Дону      | Ісландія    | 1 – 2      | Хорватія           | ЧС 2018 - 1-й етап                   | -    | 14' 70'  |
| 15-7-2018  | Москва              | Франція     | 4 – 2      | Хорватія           | ЧС 2018 - Фінал                      | -    | 82'      |
| 6-9-2018   | Лісабон             | Португалія  | 1 – 1      | Хорватія           | товариський матч                     | -    | 72'      |
| 11-9-2018  | Ельче               | Іспанія     | 6 – 0      | Хорватія           | Ліга націй УЄФА 2018-2019 - 1-й етап | -    | 62'      |
| 12-10-2018 | Рієка               | Хорватія    | 0 – 0      | Англія             | Ліга націй УЄФА 2018-2019 - 1-й етап | -    | 68'      |
| 15-10-2018 | Рієка               | Хорватія    | 2 – 1      | Йорданія           | товариський матч                     | -    |          |
| 15-11-2018 | Загреб              | Хорватія    | 3 – 2      | Іспанія            | Ліга націй УЄФА 2018-2019 - 1-й етап | -    | 89'      |
| 26-3-2024  | Нова столиця Єгипту | Єгипет      | 2 – 4      | Хорватія           | товариський матч                     | -    |          |
| 3-6-2024   | Рієка               | Хорватія    | 3 – 0      | Північна Македонія | товариський матч                     | -    | 60'      |
| Усього     |                     | Матчів      | 26         |                    | Голів                                | 1    |          |

| Дата       | Місто            | Господарі | Результат | Гості      | Турнір                             | Голи | Примітки |
| ---------- | ---------------- | --------- | --------- | ---------- | ---------------------------------- | ---- | -------- |
| 9-9-2013   | Львів            | Україна   | 0 – 2     | Хорватія   | Кваліфікація молодіжного Євро-2015 | -    |          |
| 14-11-2013 | Пула             | Хорватія  | 0 – 2     | Швейцарія  | Кваліфікація молодіжного Євро-2015 | -    | 85'      |
| 5-3-2014   | Копер (Словенія) | Словенія  | 2 – 1     | Хорватія   | Товариський матч                   | -    | 46'      |
| 28-5-2014  | Загреб           | Хорватія  | 1 – 1     | Україна    | Кваліфікація молодіжного Євро-2015 | -    |          |
| 10-10-2014 | Вулвергемптон    | Англія    | 2 – 1     | Хорватія   | Кваліфікація молодіжного Євро-2015 | -    |          |
| 14-10-2014 | Вінковці         | Хорватія  | 1 – 2     | Англія     | Кваліфікація молодіжного Євро-2015 | -    |          |
| 13-11-2014 | Шибеник          | Хорватія  | 3 – 0     | Норвегія   | Товариський матч                   | -    |          |
| 11-11-2015 | Шибеник          | Хорватія  | 4 – 0     | Сан-Марино | Кваліфікація молодіжного Євро-2017 | 1    | 75'      |
| 17-11-2015 | Рієка            | Хорватія  | 2 – 3     | Іспанія    | Кваліфікація молодіжного Євро-2017 | -    | 66'      |
| Усього     |                  | Матчів    | 9         |            | Голів                              | 1    |          |

## Титули і досягнення
- Чемпіон Хорватії (2):

«Динамо» (Загреб): 2014–15, 2015–16
- Володар Кубка Хорватії (2):

«Динамо» (Загреб): 2014–15, 2015–16
- Чемпіон Італії (1):

«Ювентус»: 2016–17
- Володар Кубка Італії (1):

«Ювентус»: 2016–17
Збірні
- Віце-чемпіон світу: 2018